# Jan Thomas van Ieperen

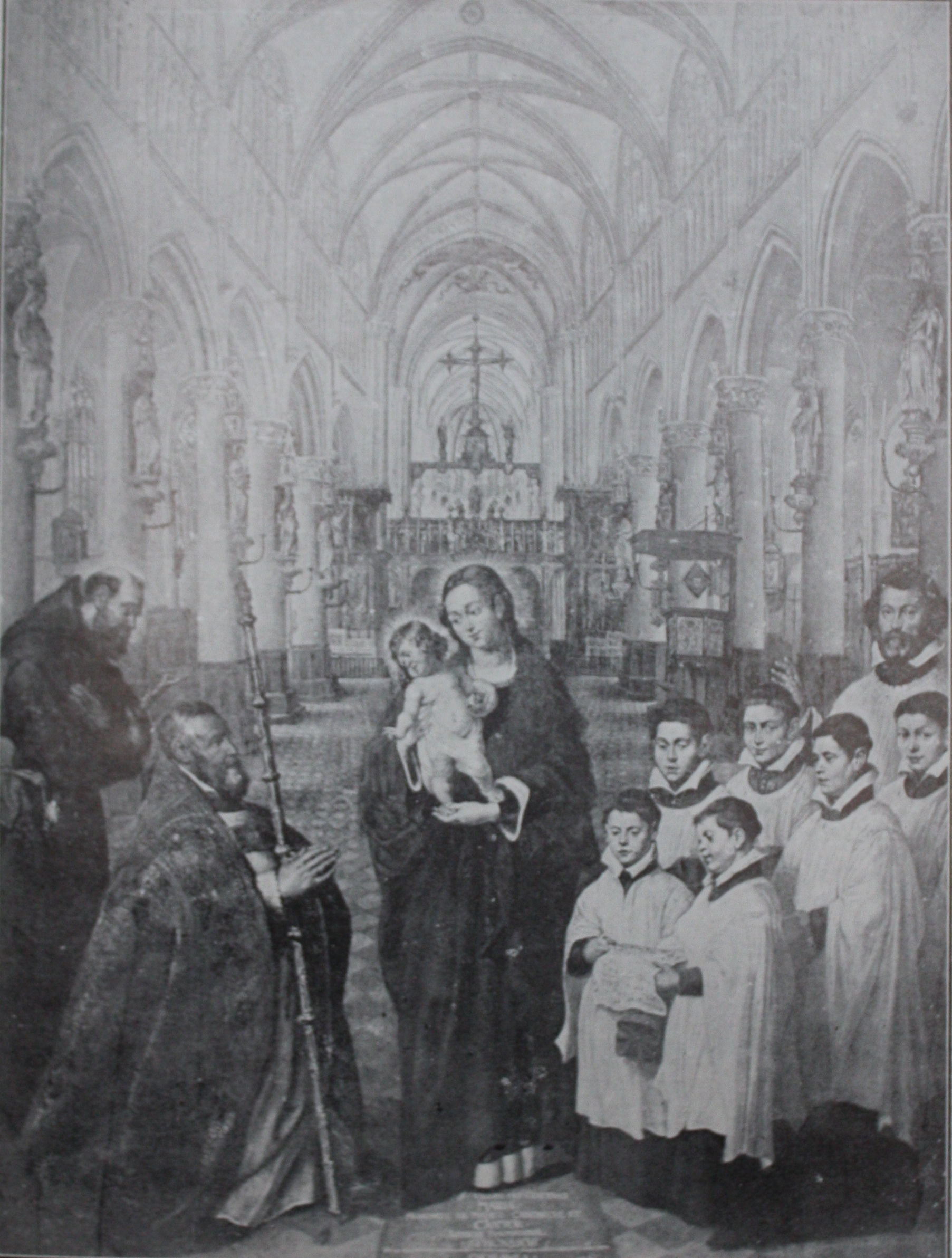
Jan Thomas - Kanunnik Mamez voorgesteld aan de Heilige Maagd (1645)

Jan Thomas van Ieperen, ook van Yperen of van Ypere (Ieper, 5 februari 1617 - Wenen, 6 september 1678) was een 17e-eeuwse Vlaams schilder en graveur die door Cornelis de Bie in Het gulden Cabinet vande edel vry schilder const (1661) wordt vermeld als leerling van Peter Paul Rubens (1577-1640).
Jan Thomas werd geboren in het Vlaamse Ieper en zou gestorven zijn in Wenen. Soms vermeldt de literatuur over Jan Thomas 1673 als tijdstip van overlijden , maar er is een gesigneerd schilderij met als titel Triomf van Silenus uit 1677 bekend in de collectie van Fürstenberg in het Oostenrijkse Enns, meteen ook zijn laatst bekende werk. Zijn vroegst bekende werk, het schilderij Kanunnik Francisco de Mamez door Franciscus van Assisi voorgesteld aan de Heilige Maagd, dateerde van 1645 en bevond zich in de Sint-Maartenskerk in Ieper toen het werd vernietigd door een bombardement in WOI.

## Biografie
In de Liggeren van de Antwerpse Sint-Lucasgilde wordt Jan Thomas in het registratiejaar 1639/1640 vermeld als meester. Vreemd genoeg kocht hij pas twee jaar later het Antwerpse poorterschap. Toch wierf hij volgens de eerder vernoemde liggeren in 1641/1642 een leerling aan, de schilder Andris Lamberechts. In 1643/1644 kwamen nog twee leerlingen, Andreas de Coninck en Jacques Soers, terecht in Thomas’ atelier. In 1642 zou hij zijn getrouwd met Maria Cnobbaert, dochter van de Antwerpse boekenhandelaar Jan Cnobbaert. In 1652 moet Jan Thomas nog in Antwerpen aanwezig zijn geweest, aangezien zijn derde kind in dat jaar werd gedoopt in de Sint-Jacobskerk van die stad.

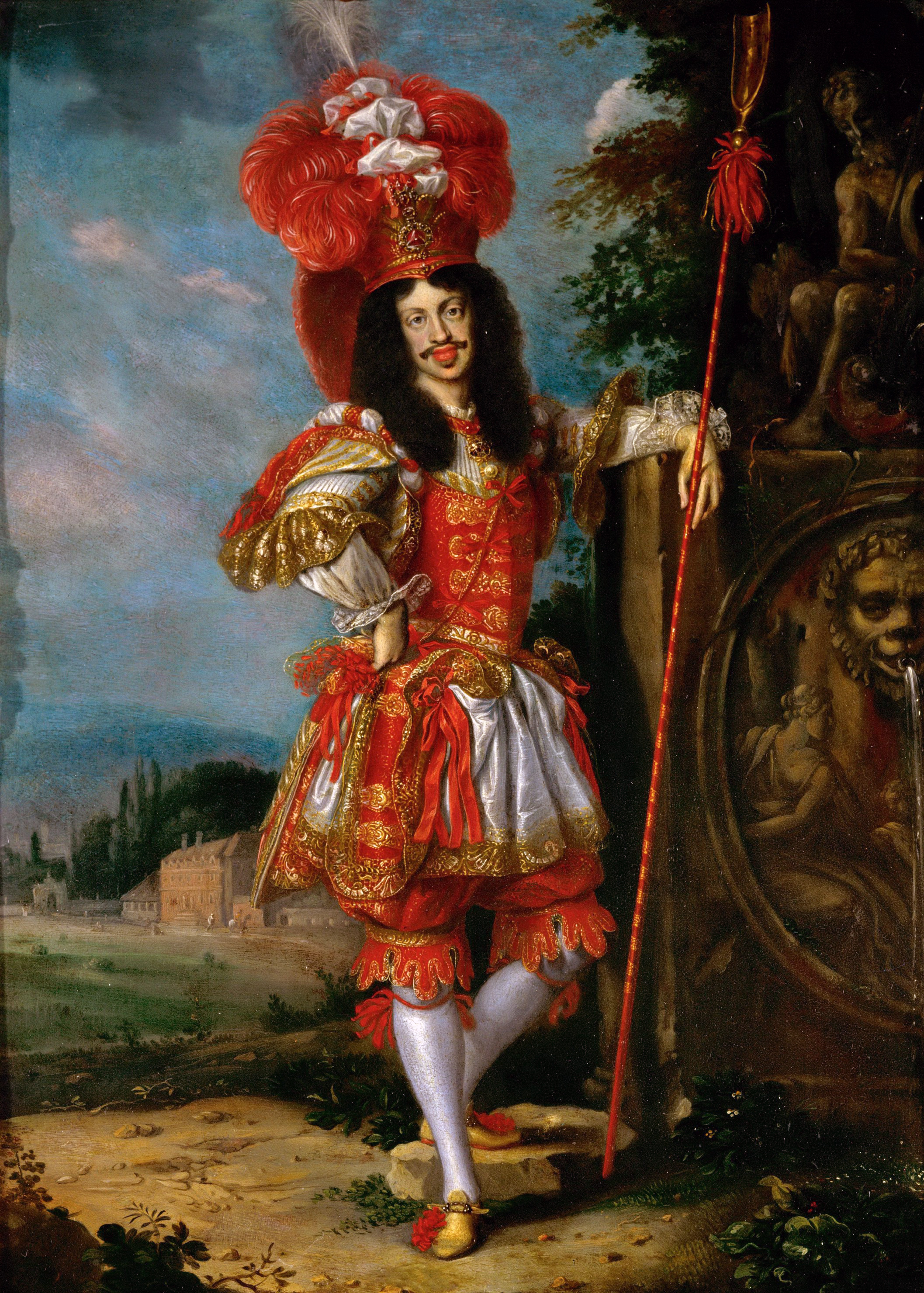
Jan Thomas van Ieperen - Leopold I in theaterkostuum (1668)

Men vermoedt dat Jan Thomas in 1654 Antwerpen verliet, waarna hij actief was als schilder voor de bisschop van Mainz in Duitsland. Omstreeks 1658 was hij in Frankfurt aanwezig bij de kroning van Leopold I als keizer van het Heilige Roomse Rijk, waar hij een (verloren gegaan) portret van keizer heeft geschilderd. In die periode heeft hij ook opdrachten gekregen van de aartshertog Leopold Willem van Oostenrijk. Vanaf de tweede helft van de jaren 50 zou Jan Thomas in Wenen zijn geweest, waar hij met zijn gezin in de vroege jaren 60 al zeker woonde. In Wenen werkte hij in opdracht van het keizerlijke hof, zoals de portretten van Leopold I en zijn vrouw Margaretha Theresa in een theaterkostuum bevestigen. De portretten en hun thematiek houden verband met de festiviteiten rond het huwelijk van het keizerlijke paar in 1666. Daarnaast deden ook de hoge clerus en de aristocratie, zoals de familie Zrínyi, beroep op Jan Thomas. Zo portretteerde hij generaal en dichter Miklós Zrínyi vlak voor diens dood in 1664.

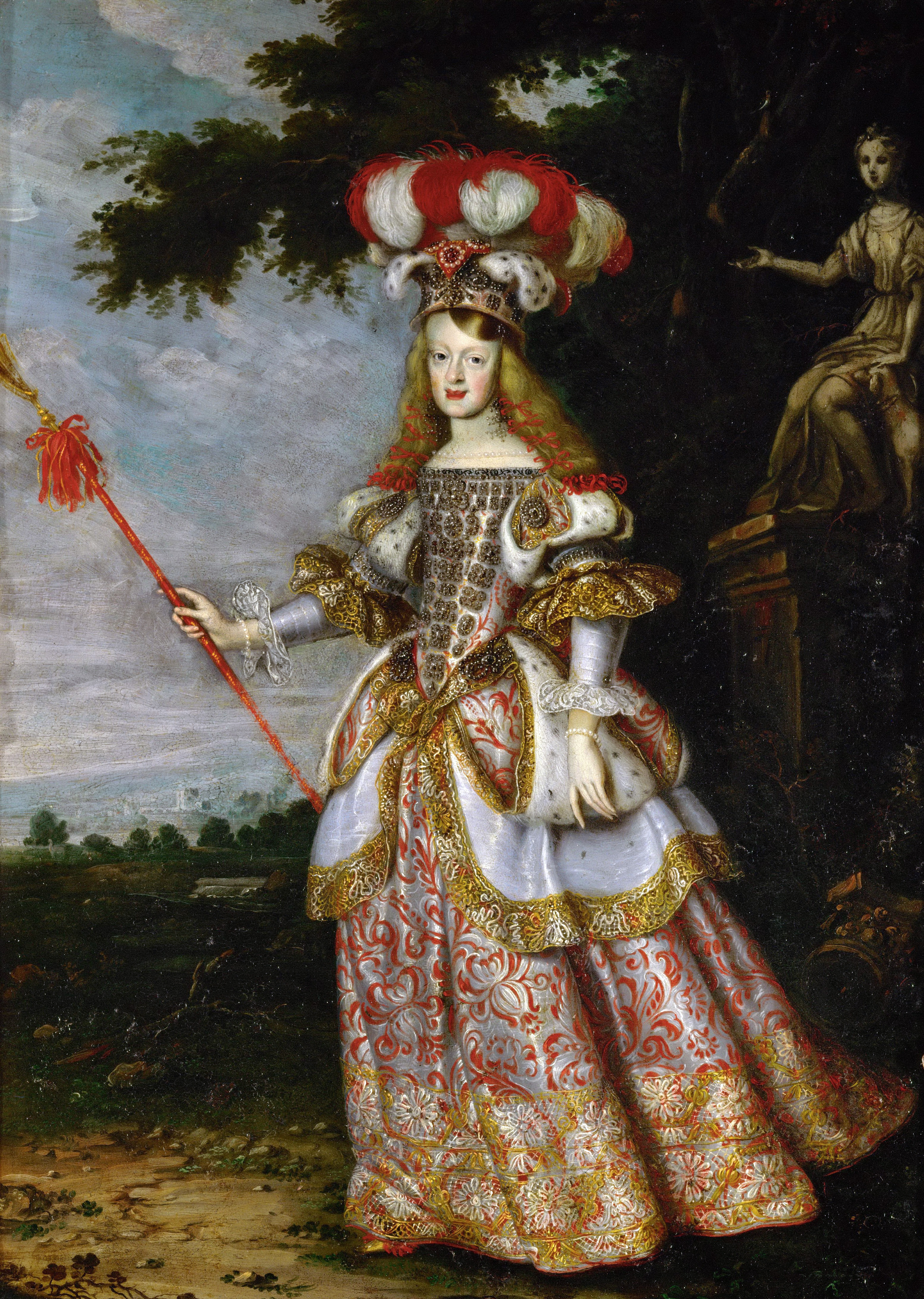
Jan Thomas van Ieperen - Margaretha Theresa in theaterkostuum (1668)

Omstreeks 1658 begon Jan Thomas als een van de eersten met mezzotint te werken, een graveertechniek die vooral in de 18e eeuw veel succes zou kennen. Een van die werken in mezzotint is een portret van Titiaan uit 1661, dat werd opgedragen aan keizerin Eleonora, weduwe van de vader van Leopold I, keizer Ferdinand III. Naast gravures in mezzotint maakte Jan Thomas ook etsen. In zijn gravures nam hij composities van zichzelf over, maar ook van andere kunstenaars als Rubens, Anthony van Dyck, Gerard Dou of Ambrogio Giovanni Figino.

## Aanwijzingen voor rol in Rubens' atelier
Over de mogelijke rol van Jan Thomas in het atelier van Rubens heerst er onduidelijkheid. Naast Het gulden Cabinet vande edel vry schilder const van Cornelis de Bie is er slechts één ander 17e-eeuws document die zijn aanwezigheid in dat atelier bevestigt: de afrekening van Rubens’ nalatenschap na zijn dood op 30 mei 1640. Het omvangrijke document vermeldt Jan Thomas tweemaal: “Aen Thomas, van Ypere… voor dat hy in ‘t sterfhuys geschildert heeft… – gl. 90”, waarop volgt: “Van dese 90 guldenen moeten de voorkinderen 36 guldenen betaelen, voor dat denselven Thomas heeft aen de gemeyn stucken geschildert, soo datter er voor het starfhuys maer en blyft – gl. 54”. Aangezien het document dateert uit 1645 is het niet duidelijk of Jan Thomas nu voor of vlak na Rubens’ dood in het atelier heeft gewerkt.
Op stilistisch vlak zijn de bewijzen voor Jan Thomas’ aanwezigheid in het atelier van Rubens overtuigender. Arnout Balis wijst in een volume van het Corpus Rubenianum Ludwig Burchard over jachttaferelen er op dat hij composities van Rubens als kabinetstuk uitwerkte. Daarnaast is er een schilderij van Jan Thomas bekend dat het verhaal van Perseus en Andromeda voorstelt. Het werk, dat eerst aan Rubens en vervolgens aan Jan Boeckhorst werd toegeschreven, is op stilistische gronden bij het oeuvre van Jan Thomas toegevoegd. Het vertoont gelijkenissen met zijn ander werk en typische stijlkenmerken zoals de gekronkelde boomwortels en het verwikkeld gebladerte zijn aanwezig.

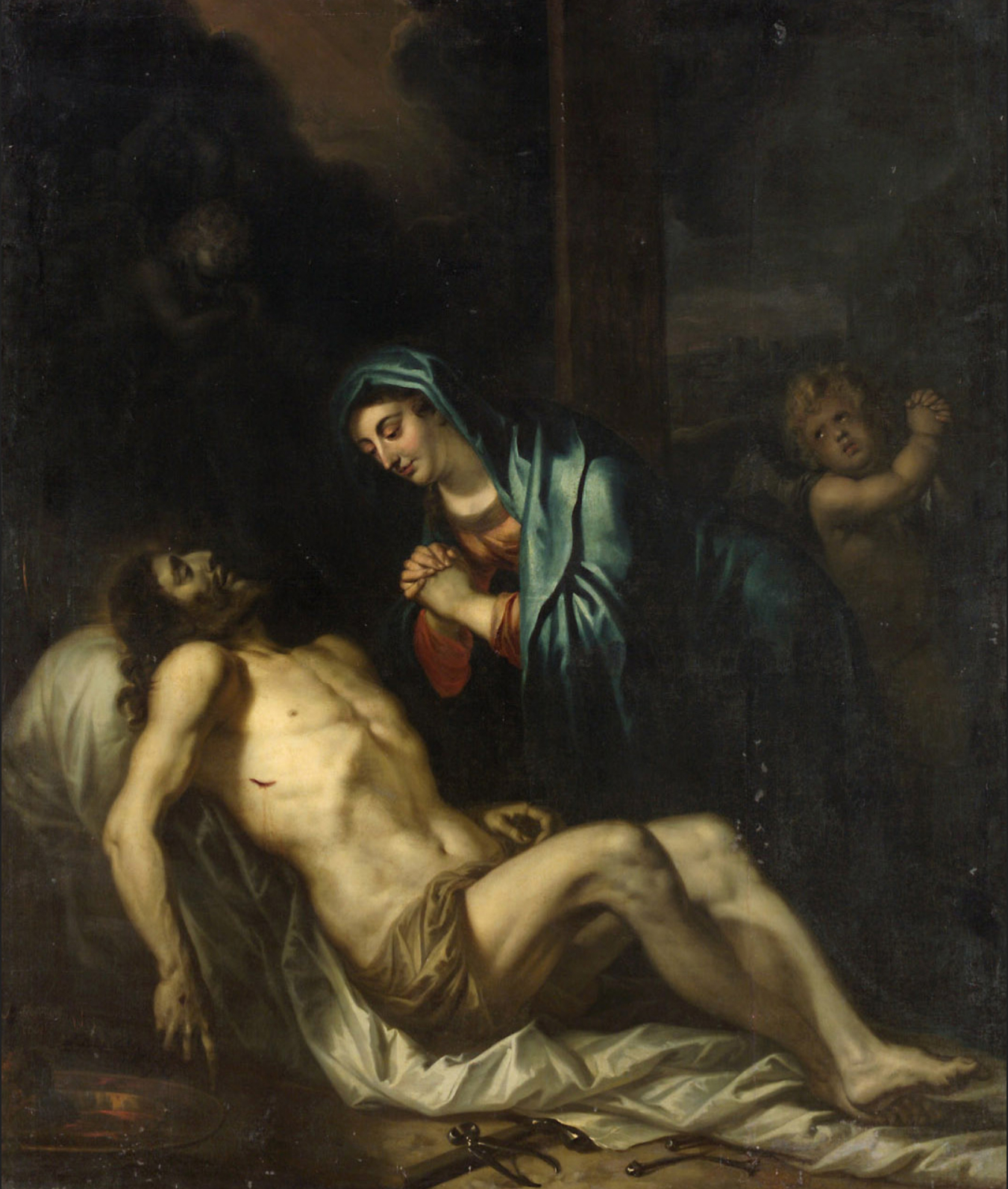
Jan Thomas van Ieperen - Bewening van Christus (1661)

In het schilderij van Jan Thomas zijn ook duidelijk overeenkomsten te vinden met een van de allerlaatste werken van Rubens. In 1639 bestelde Filips IV van Spanje via zijn broer, kardinaal-infant Ferdinand, vier schilderijen bij Rubens voor een kamer in het koninklijk paleis in Madrid. Een van die schilderijen was een Perseus en Andromeda die zich nu in het Prado bevindt. Rubens stierf echter alvorens hij deze opdracht kon afmaken. Na een aantal andere schilders in overweging te hebben genomen, viel de keuze uiteindelijk op Jacob Jordaens om deze werken te vervolledigen. Net als in de Perseus en Andromeda van Jan Thomas kan men twee gevleugelde putti zien, waarvan één een toorts draagt, en bevinden zich op de achtergrond Pegasus en het verslagen monster uit de Griekse mythe. De manier waarop Perseus is afgebeeld, is iconografisch uniek in Rubens’ oeuvre. Hij draagt immers, net als de Perseus van Jan Thomas, een 16e-eeuws pronkharnas in plaats van het gebruikelijke antieke harnas. Deze overeenkomsten doen vermoeden dat Jan Thomas dit allerlaatste werk, dat meteen naar Spanje werd verzonden, goed moet hebben gekend.
Er zijn ook twee schilderijen in de kerk van het Oostenrijkse Lockenhaus bekend die in dit verband interessant zijn om te vermelden. Het betreft hier een Heilige Sebastiaan en een Heilige Katharina die aan de hand van documenten en stilistische overwegingen aan Jan Thomas zijn toegeschreven. Géza Galavics heeft er op gewezen dat deze schilderijen opvallend veel gelijkenissen vertonen met enkele vroege werken van Rubens. In het ene geval gaat het om een Heilige Sebastiaan van Rubens van omstreeks 1615, die zich nu in de Gemäldegalerie in Berlijn bevindt. Het andere geval, de Heilige Katharina van Jan Thomas, kan dan weer in verband worden gebracht met het altaarstuk van Rubens voor de Santa Maria in Vallicella in Rome dat de Heilige Nereus, de Heilige Domitilla en Heilige Achilleus afbeeldt. Met dit schilderij biedt Jan Thomas een herinterpretatie van de figuur van Domitilla uit het werk dat Rubens in 1608 schilderde. In beide gevallen heeft Jan Thomas de composities en verhoudingen decennia nadat Rubens ze voor het eerst schilderde nauwgezet nagevolgd. Galavics stelt bij wijze van hypothese dat Jan Thomas zeer gedetailleerde tekeningen naar de composities van zijn meester maakte en die ook bewaarde. Een aanwijzing hiervoor vindt Galavics bij een vrij recentelijk ontdekte tekening van een Heilige Sebastiaan die aan Jan Thomas kan worden toegeschreven. Deze tekening diende naar alle waarschijnlijkheid als ‘modello’ voor het schilderij in de kerk van Lockenhaus en vertoont eveneens gelijkenissen met de eerder vernoemde Heilige Sebastiaan van Rubens.

## Hypotheses over rol in Rubens' atelier

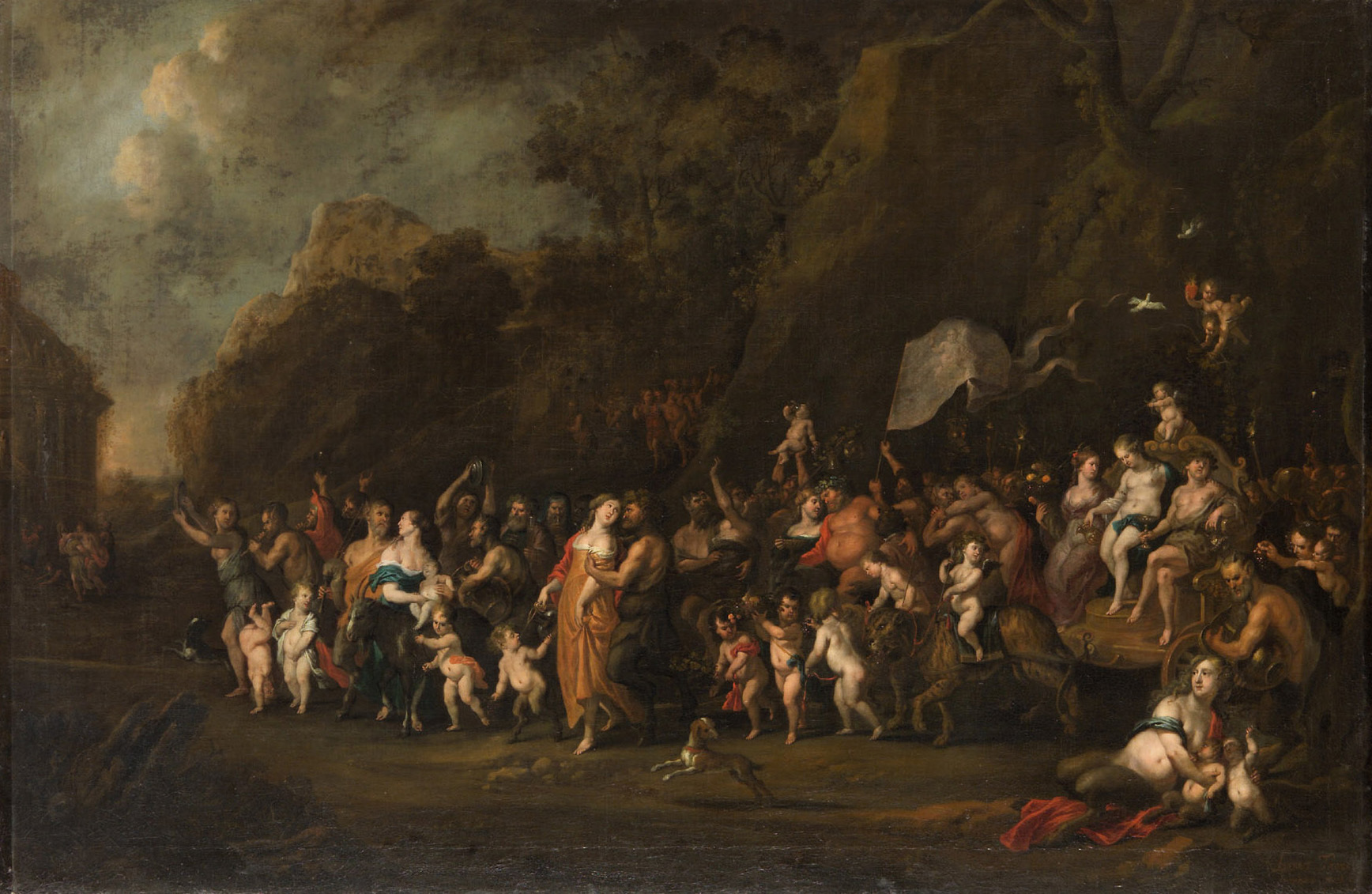
Jan Thomas van Ieperen - Bacchanaal (1956)

Als men in Het gulden Cabinet vande edel vry schilder const van Cornelis de Bie over Jan Thomas leest, krijgt men de indruk dat hij een leerling was van Rubens. Arnout Balis heeft echter betoogd dat de term ‘medewerker’ een gepastere aanduiding is voor de schilders die in Rubens’ atelier actief waren. Het lijkt dan ook weinig waarschijnlijk dat Jan Thomas als onervaren leerjongen in dat atelier is terechtgekomen. Een plausibelere these is dat hij als gezel – dus al wat gevormd – een medewerker is geworden van Rubens. Mogelijk houdt dit verband met de enorme opdracht voor de Torre de la Parada (1636-1638), het jachtslot van Filips IV, waarbij Jan Thomas dan als een extra hulpkracht werd ingeschakeld. Het kan zijn dat hij in dezelfde periode als de beter gedocumenteerde Lucas Faydherbe in het atelier is terechtgekomen, drie jaar voor de dood van Rubens.
Omtrent de rol van Jan Thomas in het atelier van Rubens heeft Arnout Balis de hypothese gelanceerd dat hij de schilder is die wordt vermeld in de brief van Kardinaal-infant Ferdinand aan Filips IV over de schilderijen die Rubens voor hen niet heeft kunnen afmaken, waaronder de reeds vermelde Perseus en Andromeda. Jan Thomas en niet Erasmus Quellinus II, zoals voorheen vaak werd aangenomen, zou dan de “primer oficial” zijn – letterlijk de “officieel eerste”, door Balis geïnterpreteerd als een soort ploegleider. In diezelfde brief wordt de niet nader genoemde schilder omschreven als iemand “die de meeste werken van de meester uitvoerde, maar daarbij telkens bijgestuurd door Rubens zelf”. Deze “primer oficial” zou de opdracht echter niet afmaken, “‘want tenslotte is het slechts een uitvoerende kracht’”.
Balis’ hypothese dat Jan Thomas als ploegleider een toch niet onbeduidende taak in het atelier van Rubens vervulde, lijkt aannemelijk. Ondanks de schaarse documenten over Jan Thomas’ aanwezigheid in het atelier van Rubens, zetten stilistische argumenten deze stelling kracht bij. Toch heerst er nog steeds veel onduidelijkheid over zijn loopbaan, vooral dan in verband met zijn rol in het laatste atelier van Rubens, en is het altijd mogelijk dat er nieuwe werken aan zijn oeuvre kunnen worden toegevoegd. Daarmee lijkt het laatste woord over deze enigmatische medewerker van Rubens nog niet gezegd.